# سونيك جام
سونيك جام (بالإنجليزية: Sonic Jam‎؛ باليابانية: ソニック ジャム) هو مجموعة ألعاب منصات تم تطويرها بواسطةسونيك تيم ونشرتها سيجا لـجهاز سيجا ساترن. تم إصداره في اليابان في يونيو 1997 وفي أمريكا الشمالية وأوروبا في أغسطس التالي . يحتوي على أربع ألعاب من سلسلة القنفذ سونيك الرئيسية القنفذ سونيك (1991)، القنفذ سونيك 2 (1992)، القنفذ سونيك 3 (1994)، سونيك وناكلز (1994) — الذين صدروا في الأصل لميجا درايف . كما يتميز أيضًا ببيئة ثلاثية الأبعاد، "عالم سونيك"، والتي تتضاعف كمتحف تفاعلي لمحتوى القنفذ سونيك. تم الإعلان لعبة سونيك جام في ربيع عام 1997 في معرض ألعاب طوكيو.